# ريتا دي غوزمان
ريتا دي غوزمان هي مغنية وممثلة فلبينية، ولدت في 15 سبتمبر 1995 في مدينة كيزون في الفلبين.

## وصلات خارجية
- ريتا دي غوزمان على موقع IMDb (الإنجليزية)
- ريتا دي غوزمان على موقع ميوزك برينز (الإنجليزية)
- ريتا دي غوزمان على موقع قاعدة بيانات الفيلم (الإنجليزية)